# Drepanogigas albolineatus
Drepanogigas albolineatus är en djurart som tillhör fylumet slemmaskar, och som först beskrevs av Heinrich Bürger 1895.  Drepanogigas albolineatus ingår i släktet Drepanogigas och familjen Drepanogigantidae. Inga underarter finns listade i Catalogue of Life.